# Sylviane Agacinski
Sylviane Agacinski (Nades, 4 maggio 1945) è una scrittrice, giornalista e filosofa francese.

## Biografia
Nata da Henri Agacinski, ingegnere minerario ed immigrato polacco e da una impiegata commerciale, Sylviane Agacinski è la sorella minore di Sophie Agacinski, commediografa. È cresciuta a Seine-et-Marne (Thomery e Melun), poi a Lione dopo un breve periodo a Mâcon. Ha studiato al liceo Juliette-Récamier, per poi seguire i corsi di filosofia all'università di Lione, soprattutto quelli di Gilles Deleuze.
Giunge a Parigi nel 1968, dove per un anno fa la giornalista presso il Paris-Match. Dopodiché comincia la sua carriera d'insegnante che la condurrà a Soissons nonché al liceo Carnot di Parigi. In quel periodo partecipa alla fondazione e alla direzione del Collège international de philosophie, al fianco in particolare di Jacques Derrida, dal quale avrà un figlio. Il 30 giugno 1994 sposa Lionel Jospin.
Ottiene nel 1991 la cattedra come ricercatrice, che occupa a tutt'oggi, presso l'École des Hautes Études en Sciences Sociales di Parigi. Autrice di 7 libri e numerosi articoli, incentrati (soprattutto quelli degli ultimi anni) al problema del rapporto tra i sessi.
Il 1º giugno 2023 viene eletta all'Accademia di Francia, succedendo così a Jean-Loup Dabadie.

## Opere
- Aparté, conceptions et morts de Sören Kierkegaard, Aubier, 1978 (“Colloquio privato, concezione e morte di Sören Kierkegaard”)
- Critique de l'égocentrisme, la question de l'Autre, Galilée, 1994 (“Critica dell'egocetrismo, la questione dell'Altro”)
- Volume, philosophie et politique de l'architecture, Galilée, 1996 (“Volume, filosofia e politica dell'architettura”)
- Politique des sexes, mixité et parité, Seuil, La Librairie du XX siècle, 1998 (“Politica dei sessi, promiscuità e parità”)
- Le Passeur de temps, modernité et nostalgie, Seuil, La Librairie du XX siècle, 2000 (“Passaggio dei tempi, modernità e nostalgia”)
- Journal interrompu, 25 janvier-25 mai 2002, Seuil, 2002 (“Diario interrotto”)
- Métaphysique des sexes, masculin féminin aux sources du christianisme, Seuil, La librairie du XXI siècle, 2005 (“Metafisica dei sessi, maschile femminile alle sorgenti del cristianesimo”)